# Acropyga baodaoensis
Acropyga baodaoensis är en myrart som beskrevs av Mamoru Terayama 1985. Acropyga baodaoensis ingår i släktet Acropyga och familjen myror. Inga underarter finns listade i Catalogue of Life.